# Blender Foundation
Blender Foundation (em português: "Fundação do Blender") é uma organização neerlandesa, independente e sem fins lucrativos, responsável pelo desenvolvimento do Blender, um programa de computador código aberto para modelagem tridimensional. Fundada por Ton Roosendaal, o autor original do Blender, é financiada por doações que são usadas para expandir o projeto Blender. A fundação identifica como um objetivo, "Dar à comunidade da Internet, o acesso à tecnologia 3D em geral, com Blender como um núcleo".
Como o proprietário do website do Blender, a fundação fornece vários recursos para suportar a comunidade dada forma em torno do Blender usando-se e tornando-se. No detalhe, organiza uma conferência anual do Blender em Amsterdã para discutir o futuro do Blender,
 e equipa uma cabine para representar o Blender no SIGGRAPH (Special Interest Group on Graphics and Interactive Techniques), uma grande conferência sobre Computação gráfica, organizada pela Associação para Maquinaria da Computação.
A Blender Foundation possui uma subsidiária, o Blender Institute, onde são produzidas animações e jogos, incluindo as animações Big Buck Bunny e Elephants Dream, e o jogo Yo Frankie!.